# Gnathocera impressa
Gnathocera impressa är en skalbaggsart som beskrevs av Olivier 1789. Gnathocera impressa ingår i släktet Gnathocera och familjen Cetoniidae. Utöver nominatformen finns också underarten G. i. semimaculata.